# Geoffrey Charles Tasker Keyes
Geoffrey Charles Tasker Keyes (Aberdour, 18 maggio 1917 – Beda Littoria, 18 novembre 1941) è stato un militare britannico.

## Biografia

### La famiglia
Keyes era il figlio primogenito dell'ammiraglio di flotta Roger Keyes, I barone Keyes, uno degli eroi della marina militare britannica durante la Grande Guerra e primo Direttore delle Combined Operations durante la Seconda guerra mondiale. Egli frequentò la Kings Mead School a Seaford, nel Sussex, e successivamente il college di Eton e poi il Royal Military College.
Keyes fu membro del MCC.

### Le prime azioni belliche
Geoffrey Keyes ottenne la commissione come ufficiale nei Royal Scots Greys. Prese parte agli scontri di Narvik e successivamente si unì al No. 11 (Scottish) Commando, che venne inviato in Medioriente come parte della Layforce.
Dopo l'invasione della Siria da parte degli Alleati l'8 giugno 1941, il No. 11 Commando attraversò con successo il fiume Litani in Libano, combattendo contro le truppe della Francia di Vichy, operazione nella quale Keyes ebbe un ruolo rilevante guadagnandosi la Military Cross. Dopo l'azione, l'11 Commando fece ritorno a Cipro e poi si spostò in Egitto nell'agosto del 1941, ove venne sciolto. Keyes venne autorizzato a mantenere 110 volontari come truppe parte del Middle East Commando.

### Operazione Flipper
Nell'ottobre/novembre del 1941 venne formulato un piano  al quartier generale dell'8th Army per attaccare diversi obbiettivi oltre le linee nemiche, tra cui il quartier generale, delle installazioni e le linee di comunicazione. Uno degli obbiettivi era anche l'uccisione del generale tedesco Erwin Rommel, comandante delle forze dell'Asse in Nord Africa. Il raid era finalizzato a irrompere nelle file nemiche prima della partenza dell'Operazione Crusader.
L'operazione, avente per nome Operazione Flipper, venne guidata dal tenente colonnello Robert Laycock. Keyes, che aveva presenziato all'elaborazione del progetto, scelse per sé un compito molto azzardato: l'assalto al supposto quartier generale degli Afrika Korps di Rommel presso l'insediamento di Beda Littoria. Dopo lo sbarco avvenuto con dei sottomarini e dopo aver affrontato piogge torrenziali, Keyes tentò di penetrare nell'abitazione del generale ma venne visto da alcune sentinelle. Il suo compagno d'armi il capitano Robin Campbell sparò diversi colpi alle sentinelle, uno dei quali probabilmente colpì Keyes e lo portò alla morte alcuni minuti dopo. Gran parte del commando venne ad ogni modo fatto prigioniero. Keyes venne sepolto con pieni onori militari nel locale  cimitero cattolico per ordine dello stesso Rommel. Si accertò in seguito che la casa non era il quartier generale di Rommel che peraltro all'epoca dell'attacco si trovava in Italia. La ricostruzione degli eventi è stata possibile a posteriori grazie alla testimonianza del membro delle SAS tedesche, Michael Asher, in una sua intervista nel corso di un documentario per la National Geographic TV. Per le sue azioni, Keyes ottenne postuma la Victoria Cross.

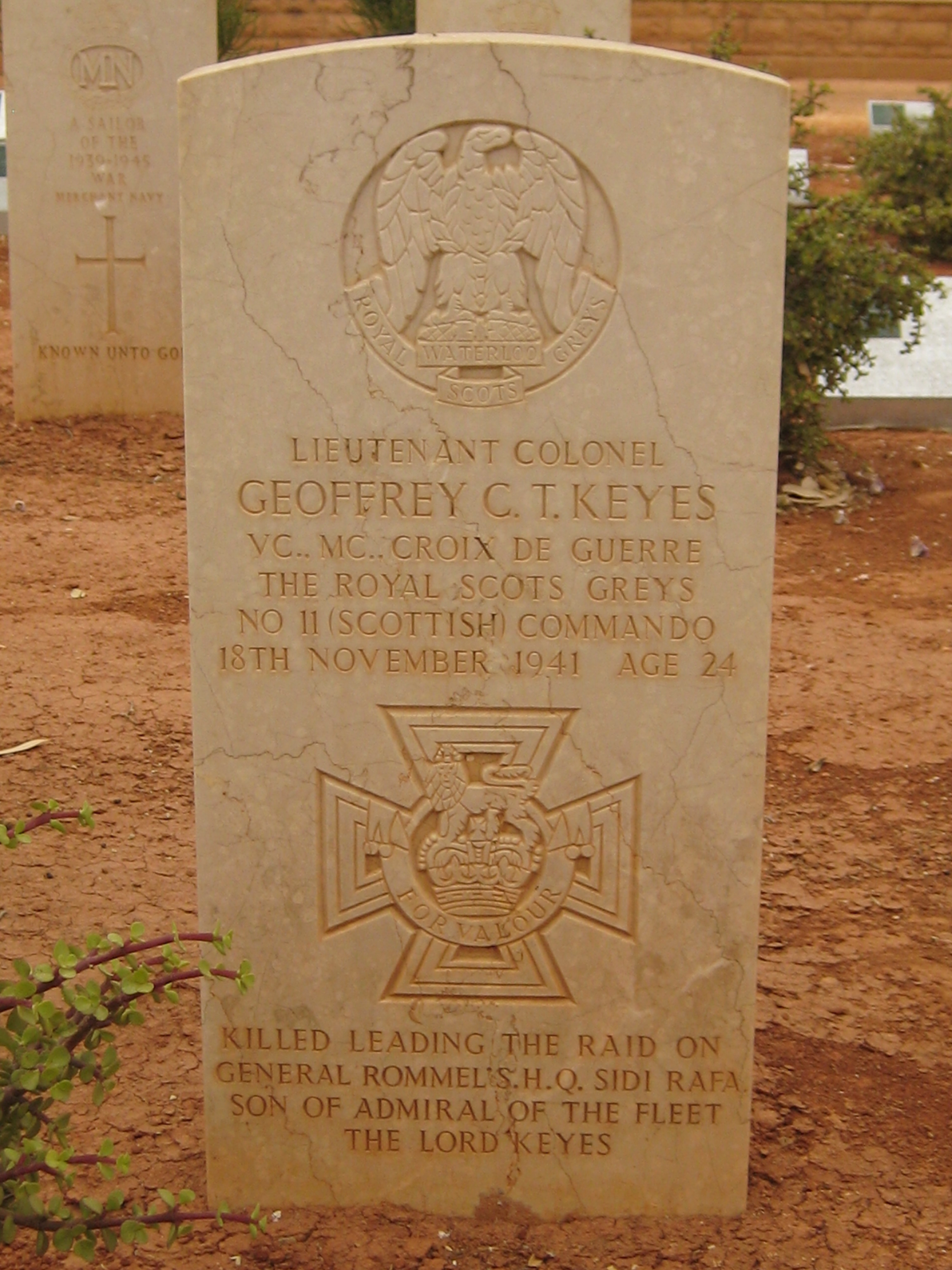
Tomba del tenente colonnello Geoffrey Charles Tasker Keyes, VC, MC (18 maggio 1917 – 18 novembre 1941) Cimitero di Guerra di Benghazi, Benghazi, Libia

Il suo corpo venne successivamente traslato al Cimitero di Guerra di Benghazi in Libia. È ricordato nel Kingsmead School War memorial di Seaford, nel Sussex ed anche nella chiesa parrocchiale del villaggio di Tingewick nel Buckinghamshire, casa della famiglia Keyes.